# Asterales
A ordem das Asterales reúne plantas dicotiledóneas, incluindo a família Asteraceae, a que pertencem os malmequeres, margaridas e girassóis.
É uma ordem cosmopolita, incluindo diversas espécies herbáceas, ainda que incluía um pequeno numero de árvores (Lobelia) e arbustos.
As Asterales podem ser caracterizadas a um nível morfológico e molecular. As sinapomorfias incluem a utilização do oligossacarídeo inulina no armazenamento de nutrientes, e o facto de os estames aparecerem densamente agregados em volta do carpelo ou mesmo fundidos num tubo em torno do estilete.

## Famílias
As Asterales incluem cerca de onze famílias, a maior das quais é a das Asteraceae, com cerca de 25 000 espécies, e a das Campanulaceae com cerca de 2 000 espécies. As restantes famílias contam, em conjunto, com menos de 500 espécies. As duas famílias principais caracterizam-se por serem muito cosmopolitas, centrando-se essencialmente a sua área de distribuição no hemisfério norte, as outras confinam-se quase exclusivamente à Austrália e áreas adjacentes - e, por vezes, na América do Sul.
Segundo o sistema de Cronquist, as Asteraceae constituíam a única família do grupo, mas segundo os novos sistemas de classificação (por exemplo, os sistemas APG.) criaram novas famílias. No sistema APG III, as famílias são:
- ordem Asterales Link (1829)
família Alseuosmiaceae Airy Shaw (1965)
família Argophyllaceae Takht. (1987)
família Asteraceae Bercht. & J.Presl (1820)
família Calyceraceae R.Br. ex Rich. (1820)
família Campanulaceae Juss. (1789) (inclui a família Lobeliaceae Juss.)
família Goodeniaceae R.Br. (1810)
família Menyanthaceae Dumort. (1829)
família Pentaphragmataceae J.Agardh (1858)
família Phellinaceae Takht. (1967)
família Rousseaceae DC. (1839)
família Stylidiaceae R.Br. (1810) (inclui a família Donatiaceae B.Chandler)
- ordem Asterales
família Alseuosmiaceae
família Argophyllaceae
família Asteraceae
família Calyceraceae
família Campanulaceae
[+ família Lobeliaceae ]
família Goodeniaceae
família Menyanthaceae
família Pentaphragmataceae
família Phellinaceae
família Rousseaceae (inclui a família Carpodetaceae)
família Stylidiaceae
[+ família Donatiaceae

No sistema APG, as famílias são:
- ordem Asterales
família  Alseuosmiaceae
família  Argophyllaceae
família  Asteraceae
família  Calyceraceae
família  Campanulaceae
[+ família  Lobeliaceae ]
família   Carpodetaceae
família   Donatiaceae
família  Goodeniaceae
família  Menyanthaceae
família  Pentaphragmataceae
família  Phellinaceae
família  Rousseaceae
família  Stylidiaceae

legendaa família com "[+ ...]" é opcional

## Posicionamento
- clado das asterídeas
  - ordem Cornales
  - ordem Ericales
  - clado das lamiídeas ou euasterídeas I
    - família Boraginaceae -- colocada sem ordem
    - família Icacinaceae -- colocada sem ordem
    - família Metteniusaceae -- colocada sem ordem
    - família Oncothecaceae -- colocada sem ordem
    - família Vahliaceae -- colocada sem ordem
    - ordem Garryales
    - ordem Gentianales
    - ordem Lamiales
    -  ordem Solanales

  -  clado das campanulídeas ou euasterídeas II
    - ordem Apiales
    - ordem Aquifoliales
    - ordem Asterales
    - ordem Bruniales
    - ordem Dipsacales
    - ordem Escalloniales
    -  ordem Paracryphiales

## Classificação filogenética
```
                    ,_____________ 
Rousseaceae

                    |
  ,_________________|_____________ 
Campanulaceae

  |                 |
  |                 |_____________ 
Pentaphragmataceae

  |
  |                  ,____________ 
Alseuosmiaceae

  |                  |
  |            ,_____|____________ 
Phellinaceae

  |            |     |
  |____________|     |____________ 
Argophyllaceae

  |            |
  |            |__________________ 
Stylidiaceae

  |
  |_______________________________ 
Menyanthaceae

  |
  |_______________________________ 
Goodeniaceae

__|
  |_______________________________ 
Calyceraceae

  |
  |_______________________________ 
Asteraceae
```

## Evolução e biogeografia
A ordem das Asterales originou-se provavelmente no Cretáceo no supercontinente Gondwana, nas áreas que pertencem actualmente à Austrália e Ásia. Ainda que a maior parte das espécies extintas sejam herbáceas, o exame das famílias basais da ordem, sugere que o ancestral comum da ordem fosse uma planta arborescente.
O património fóssil disponível sobre as Asterales é raro e limita-se principalmente a épocas mais recentes, de modo que qualquer estimativa precisa sobre a idade da ordem seja muito difícil. Encontrou-se pólen do Oligoceno de Asteraceae e de Goodeniaceae. As famílias Menyanthaceae e Campanulaceae deixaram também sementes fossilizadas pertencentes ao Oligoceno e Mioceno, respectivamente.

## Importância económica
As Asteraceae incluem algumas espécies cultivadas para a alimentação humana, como, por exemplo, o girassol (Helianthus annuus) ou a chicória (Cichorium). Inclui igualmente muitas espécies medicinais e aromáticas.
Em termos de horticultura e floricultura, são de referir o género chrysanthemum ou a família das Campanulaceae.